# Глущенко, Андрей Александрович (триатлонист)
Андрей Александрович Глущенко (род. 23 октября 1977, Куйбышево, Кировоградская область) — украинский триатлонист. Тренер — отец, Александр Глущенко.
Первым международным турниром для Глущенко стал юниорский чемпионат мира 1996 года, где он занял 22-е место. А уже через год он завоевал свои первые медали: бронзу на юношеском чемпионате Европы и золото на чемпионате мира в Перте.
Глущенко соревновался в триатлоне на летних Олимпийских играх 2000 года. Он занял 11-е место с общим временем 1:49:30,17. Четыре года спустя Глущенко выступал на летних Олимпийских играх 2004, но не смог продолжить соревнование после плавания. Аналогично закончилась для него и Олимпиада 2008 года в Пекине.